# Teslatoren

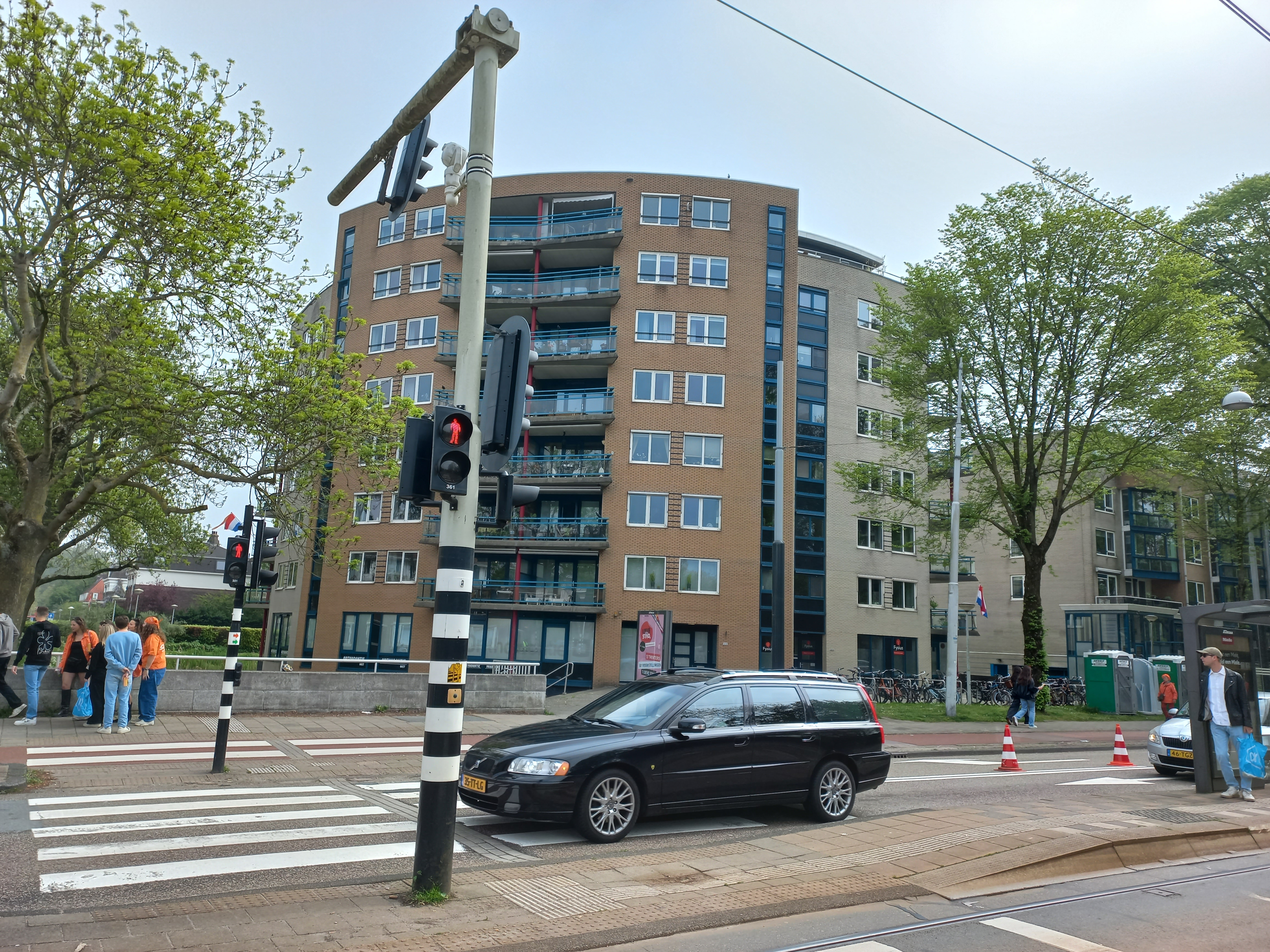
Teslatoren vanaf Middenweg (april 2025)

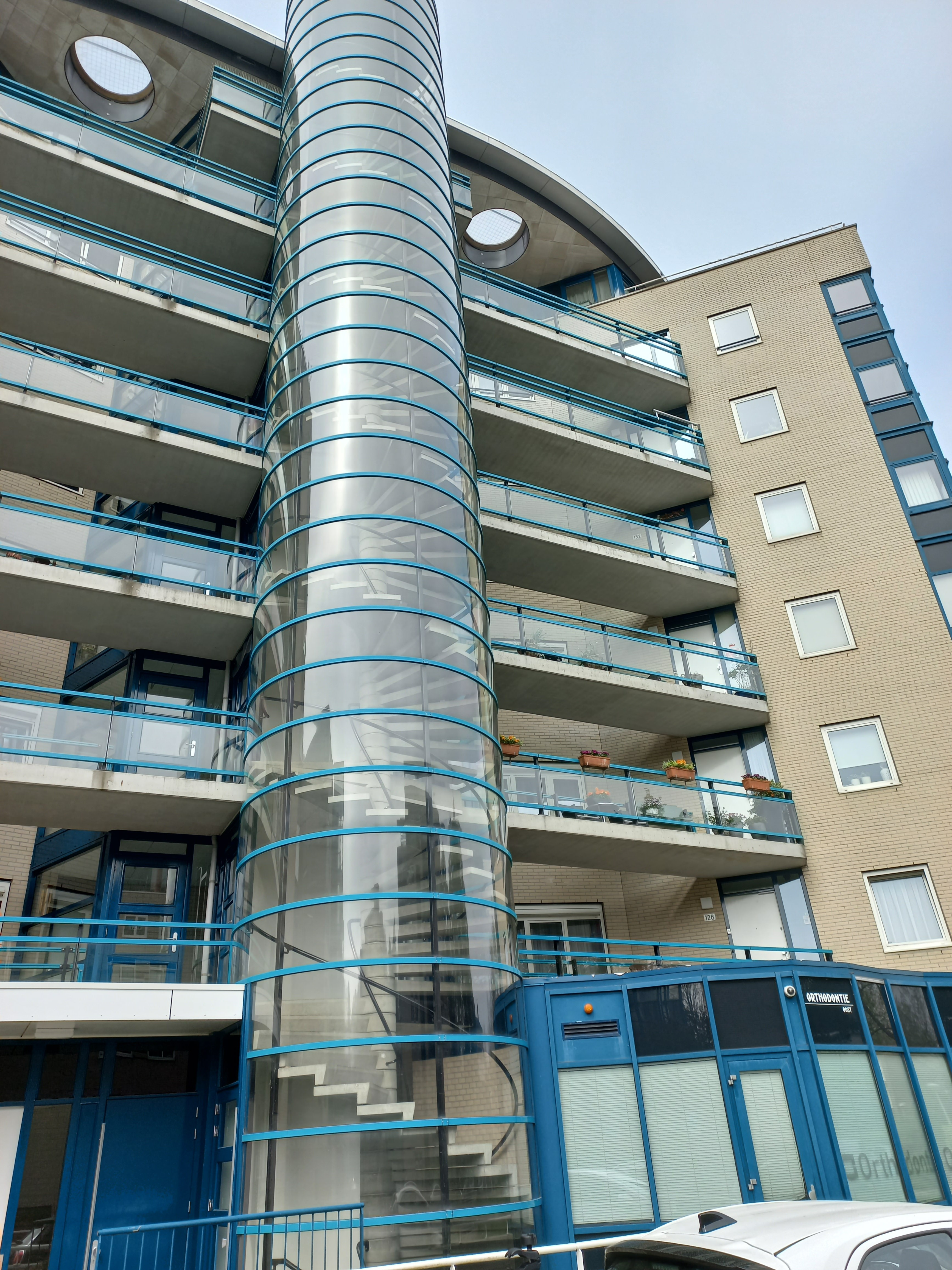
Noodtrappenhuis (april 2025)

De Teslatoren is een woontoren op de hoek van de Middenweg en de Kruislaan in Amsterdam-Oost, gebouwd in 1998.

## Inleiding
Op deze plek lag het Watergraafsmeer, dat in 1629 drooggelegd werd, daarna was het agrarisch gebied. In de 19e eeuw was Watergraafsmeer een zelfstandige gemeente die in het noorden grensde aan de gemeente Amsterdam. Het was een voornamelijk groen gebied met hier en daar een buitenverblijf voor rijkelui, die de stinkende stad wilden en konden uitvluchten. Toch naderde met name in de 19e eeuw de stadsbebouwing van Amsterdam. Eerst kwamen echter de overledenen: Amsterdam kocht grond van de gemeente Watergraafsmeer om de grote Nieuwe Oosterbegraafplaats aan te leggen; de (Oude) Oosterbegraafplaats was vol. Daarna werd de noordrand van Watergraafsmeer bebouwd en zodra Amsterdam Watergraafmeer in 1921 geannexeerd had werd de polder volgebouwd vanuit de twee centrale en eeuwenoude wegen, de Middenweg en Kruislaan. De kruising verdeeld het gebied in vier kwadranten, grofweg onder te verdelen naar de windstreken. Het noorden en westen kregen woningbouw, het zuiden had de begraafplaats en kreeg Betondorp. Het oostelijk kwadrant bleef groen met sportvelden en vanaf 1934 Stadion De Meer.

## 1935 – 1985
De oostelijke hoek bleef ook na de jaren dertig vrij van stadsbebouwing. In de oksel bouwde de Stichting Het Nederlandsch Geleidehondenfonds (later KNGF) begin jaren dertig het trainingscentrum voor geleidehonden. Prinses Juliana opende het op 29 september 1935 en men stond er even bij stil dat dit complex er toch kon komen midden in de crisisjaren.  Het complex werd gevestigd in een oude boerderij. In 1961 volgde nog de Jaap Edenbaan. In 1985 kwam opnieuw prinses Juliana langs; het fonds had toen net haar nieuwe centrum aan de Amsteldijk Noord te Amstelveen geopend. Het centrum bestond derhalve langer dan Juliana koningin was.

## Teslatoren
In de jaren tachtig zocht Amsterdam plekken om te kunnen bouwen, zogenaamde opvulplekken (stadsverdichting). De keus viel op de terreinen van de stichting en een aanpalend sportveld. Het duurde een aantal jaren, maar toen kon er begonnen worden met de bouw van woningen in het oostelijk kwadrant. In 1993 was de paalfundering voor de nieuwbouw grotendeels klaar; ook kwam er een nieuwe waterplattegrond. Toch zou het nog enkele jaren duren voordat de Teslatoren op "opvullocatie Middenweg 3" zou worden opgeleverd.
Met een cirkelsegment als plattegrond is de toren een blikvanger, contrasterend met de kaarsrechte stroken en woonblokken elders in de Watergraafsmeer. Bovendien werd er aanmerkelijk hoger gebouwd (acht bouwlagen) dan in de omgeving (vier). Ook in de 21e eeuw steekt het gebouw boven haar omgeving uit. Uiteraard viel ook de lichte kleurstelling op. De ontwerpers spraken van een stedelijke uitstraling. Het complex werd gebouwd in opdracht van ontwikkelaar Amstelland Vastgoed en Woningstichting Patrimonium. Het ontwerp werd gemaakt door Klous + Brandjes Architecten (F.C.M. Klous).  De koopwoningen waren in eerste instantie bedoeld voor ouderen (senioren) en mindervaliden.